# Tragedia del Estadio Corregidora
Masacre en el Estadio Corregidora tuvo lugar el 5 de marzo de 2022, durante un partido de la Liga MX entre los equipos de fútbol Querétaro y Atlas. En dicho evento, se produjo un motín violento entre los seguidores de ambos clubes. Las grabaciones compartidas en las redes sociales evidenciaban escenas de grupos de hombres agrediendo brutalmente a otras personas: golpeándolas, pateándolas, arrastrándolas e incluso despojándolas de su ropa.
De acuerdo con informes gubernamentales oficiales, el saldo fue de 26 personas lesionadas, tres de ellas de gravedad. Sin embargo, en medio de la confusión que siguió al motín, varios medios de comunicación informaron inicialmente sobre supuestas muertes. Estas noticias se retractaron rápidamente y desde entonces, el gobierno ha mantenido la postura de que no se registraron decesos en el incidente.
No obstante, esta versión oficial ha sido objeto de polémica y cuestionamiento. Dado el carácter extremo de la violencia visible en las imágenes difundidas, así como los testimonios de testigos presenciales del suceso, muchos criticaron y pusieron en duda la afirmación gubernamental de que no se produjeron muertes.

## Antecedentes
El conflicto entre las hinchadas de Querétaro F. C. y Atlas Fútbol Club se remontan a 2007, cuando en un partido válido por el Torneo de Clausura de la Primera División, Atlas derrotó 2-0 a Querétaro en el Estadio Jalisco, resultado que significó el descenso de Los Gallos Blancos a la Liga de Ascenso. Debido a lo que se jugaba, este partido contó con una importante asistencia de hinchas de la visita.
En 2010, cuando Querétaro ya estaba de regreso en la liga de Primera División, durante un partido válido por el Torneo Bicentenario, los hinchas del Atlas superaron en número a los del Quéretaro en el Estadio Corregidora, reportándose enfrentamientos entre las hinchadas. Desde entonces, los conflictos entre las parcialidades de ambos clubes han existido y los partidos entre los equipos han sido vistos como potencialmente problemáticos.

## Acontecimientos
A las 17:00 (hora estándar del centro) del 5 de marzo de 2022, se disputaba el partido entre el Querétaro F. C. y el Atlas Fútbol Club por la 9.ª jornada del Torneo Clausura 2022. En el minuto 60 del partido, un grupo de personas burló al personal de seguridad e invadió el campo de juego. Con el paso de los minutos, el control de las autoridades se fue perdiendo, ocasionando una batalla campal entre los «hinchas». En la transmisión por televisión se documentó un súbito movimiento de las masas ubicadas en las gradas posteriores a la portería de Querétaro FC. Instantes después, el comisario del encuentro autorizó la entrada de familias al terreno de juego para salvaguardar su integridad. Finalmente el partido fue suspendido.

## Reacciones
Al respecto de la trifulca, el gobernador de Querétaro, Mauricio Kuri, condenó la violencia ocurrida en el Estadio Corregidora, y aseguró que se aplicará la ley a los responsables. De igual forma, la Liga MX anuncia la suspensión del resto de la jornada 9 debido a los hechos. En redes sociales, familiares y amigos de aficionados del Atlas comenzaron a difundir fotografías de espectadores desaparecidos. Algunos miembros de la porra del Atlas señalaron que habrían sido atacados con armas blancas por seguidores del Club Querétaro, subrayando respecto a la falta de elementos de seguridad que impidieron el ataque.

### Respuesta internacional
La CONCACAF condenó los actos de vandalismos y al mismo tiempo hizo un llamado a las autoridades locales (las autoridades del gobierno de Querétaro) para responsabilizar a quienes han manchado el fútbol de la región. La FIFA se sumó al rechazo de la violencia y alentó a las autoridades locales a hacer justicia y aplicar las sanciones correspondientes, y al igual que la CONCACAF se han solidarizado con las víctimas y han mostrado su apoyo a la FMF y a la Liga MX mientras las autoridades de Querétaro realizan la investigación.
Varios países se solidarizaron con las víctimas, al día siguiente de la tragedia, el 6 de marzo, en El Salvador los partidos de primera division de futbol que tendrían lugar ese día colgaron la bandera Mexicana con listones negros, además que las escuadras del Alianza F.C. del departamento de San Salvador y C.D. Águila del departamento de San Miguel, que iban a disputar en el Estadio Cuscatlán de San Salvador fueron fotografiados juntos para promover la no violencia entre las hinchadas.

## Consecuencias
En respuesta a este incidente, la Liga MX anunció la postergación y reprogramación de todos los partidos del domingo a pedido de la Asociación Mexicana de Futbolistas. El comité disciplinario de la liga, así como el de la Federación Mexicana de Futbol, iniciaron una investigación por el disturbio. Tanto el Atlas como el Querétaro publicaron declaraciones en redes sociales condenando los disturbios y pidiendo a las autoridades que responsabilicen a los implicados.
El gobernador de Querétaro, Mauricio Kuri González, condenó la violencia e instruyó «la aplicación de la ley y todas sus consecuencias» y aseguró se atraparía a los responsables de los disturbios. Mikel Arriola anunció más tarde que visitaría Querétaro al día siguiente para ver a los aficionados lesionados.
Un año después del acontecimiento, en 2023, se permitió el acceso al público, bajo un fuerte dispositivo de seguridad.